# 일본의 만화가

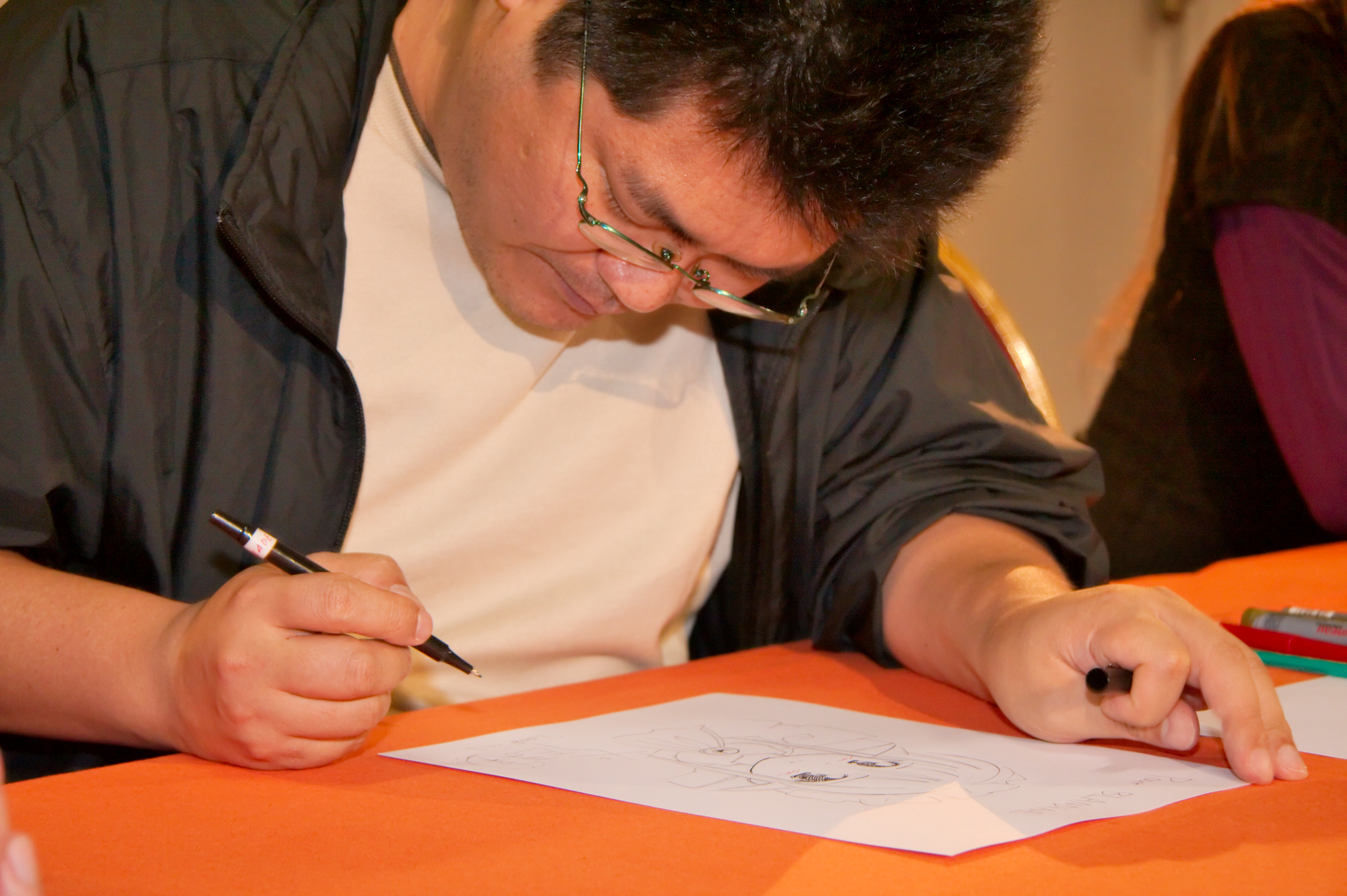

일본의 만화가는 일본에서 일본어로 만화를 만드는 사람을 말한다.

## 설명
아마추어도 많고, 삽화가를 겸하고 있는 경우도 많다. 다른 나라와는 달리 일본에서의 만화가는 대중 매체에서 끊임없이 다룬다. 만화가가 TV에 출연하기도 하며, 어시스턴트라고 해서, 만화가를 도와주는 사람도 있다.

## 같이 보기
- 만화 이야기 작가